# Thevetia ahouai
Thevetia ahouai är en oleanderväxtart som först beskrevs av Carl von Linné, och fick sitt nu gällande namn av A. Dc.. Thevetia ahouai ingår i släktet Thevetia och familjen oleanderväxter. Inga underarter finns listade i Catalogue of Life.